# Georges Hubert
Georges Alexandre François Auguste Hubert (Rognée, 8 januari 1859 - Brussel, 20 september 1940) was een Belgisch senator.

## Levensloop
Hubert was industrieel. Hij was een zoon van Auguste Hubert (1822-1912) en van Pauline Losseau (1823-1884). Hij trouwde met Leonie Gilleaux (1862-1941) en ze hadden twee dochters.
Hij werd in 1912 als liberaal vanop een kartellijst met de socialisten verkozen tot rechtstreeks senator voor het arrondissement Charleroi. In 1919 werd hij herkozen vanop een socialistische lijst, maar bleef hij deel uitmaken van de liberale fractie. Hij bleef senator tot aan de verkiezingen van 1921.